# 戴憲明
戴憲明，字叔度，江西南昌府新建縣人，明朝政治人物、賜特用進士出身。
天啟七年（1627年）中舉人，崇禎十三年以殿試乙榜賜特用，十五年（1642年）壬午科賜特用出身，歷官刑部主事、刑部員外郎、出為登州知府，溫惠衡平，清兵至，航海歸耕。